# Kara
Kara (кор. 카라, яп. カラ, стилізується як KARA) — південнокорейський жіночий поп-гурт, створений компанією DSP Media у 2007 році. До складу гурту у 2016 році входили чотири учасниці: Кюрі, Синьон, Хара та Йонджі, який був розформуваний тоді внаслідок закінчення терміну контрактів з учасниками гурту. Однак гурт відновив свою діяльності у 2022 році, випустивши новий альбом на честь 15-ліття гурту під лейблом RBW. До гурту також повернулися Ніколь та Чійон, які його покинули у 2014 році, у той час, колишня учасниця, Сонхі, покинула гурт у 2008 році, а Хара померла у 2019 році. Поточний склад гурту складається з: Кюрі, Синьон, Йонджі, Ніколь та Чійон.

## Назва
Назва гурту походить від грецького слова «chara» (грец. χαρά, укр. радість), яку самі дівчати інтерпретували як «солодка мелодія».

## Кар'єра
Спочатку група дебютувала як квартет із синглом «Break It» у 2007 році, показуючи сильний жіночий імідж із дорослим R&B звучанням. На них були покладені величезні надії, оскільки вони мали продовжити успіх своїх старших колег по лейблу Fin.K.L. Свій перший студійний альбом The First Blooming випустили в березні того ж року. Однак дебют не був оцінений публікою та вважався комерційним провалом. У 2008 році Сонхі йде з колективу через тиск своїх батьків, і її замінюють одразу двома учасницями — Харой та Чійон. Після першої зміни складу змінився і музичний стиль, який став «милим, але природним», що було продемонстровано у першому мініальбом Rock U, випущеному у липні. Першим синглом № 1 стала композиція «Honey» (2009). У тому ж році було випущено другий студійний альбом Revolution, який став поштовхом у розквіті популярності гурту. Хореографія синглу «Mister» стала дуже відомою завдяки рухам стегнами, що запам'ятовуються. Наступні сингли «Lupin» (2010), «Jumping» (2010), «Step» (2011) та «Pandora» (2012) також стали комерційно успішними. Kara двічі потрапляли до рейтингу корейського Геллапа — у 2009 (на 6 місце) і в 2010 (на 5 місце), і в 2010 були також визнані другою найкращою жіночою групою Кореї. У 2012 і 2013 роках група потрапляла в рейтинг «Найвпливовіших корейських знаменитостей» за версією Forbes.
Після стрімкого сходження в Кореї було ухвалено рішення дебютувати Kara і в Японії, тому в 2010 році було підписано контракт з Universal Sigma. Дебют був успішним, завдяки чому гурт був визнаний «Новичком № 1» за версією Oricon, і виграв номінацію «Кращий новий артист (міжнародний)» на Japan Gold Disc Award. Свій перший сингл № 1 Kara заробили через рік з релізом «Jet Coaster Love». Kara стали першою жіночою групою в історії чарту Oricon, що стала № 1 лише через тиждень після релізу, а також першою жіночою зарубіжною групою за останні 30 років, що досягла такого результату. Менш, ніж за два роки з моменту японського дебюту група продала більше мільйона копій своїх альбомів, що зробило її однією з корейських груп, що найбільше продаються в Японії.
У 2014 році стало відомо, що Ніколь і Чійон не стали продовжувати свої контракти з DSP Media і офіційно залишили гурт. Пізніше Ніколь дебютувала як сольна виконавиця, а Чійон стала акторкою у Японії. Через зміни у складі було запущено реаліті-шоу Kara Project, щоб обрати нову учасницю. У фіналі була обрана одна із семи трійні DSP — Йончжі, і вона стала останньою учасницею, доданою до гурту.
15 січня 2016 року DSP Media оголосили, що контракти Кюрі, Синьон та Хари закінчилися, і вони відмовлялися їх продовжувати, внаслідок чого гурт було розформовано. Після численних обговорень возз'єднання протягом багатьох років, у листопаді 2022 року було випущено 15-й ювілейний альбом Move Again, у якому учасниці Ніколь та Чійон возз'єдналися.

## Учасниці

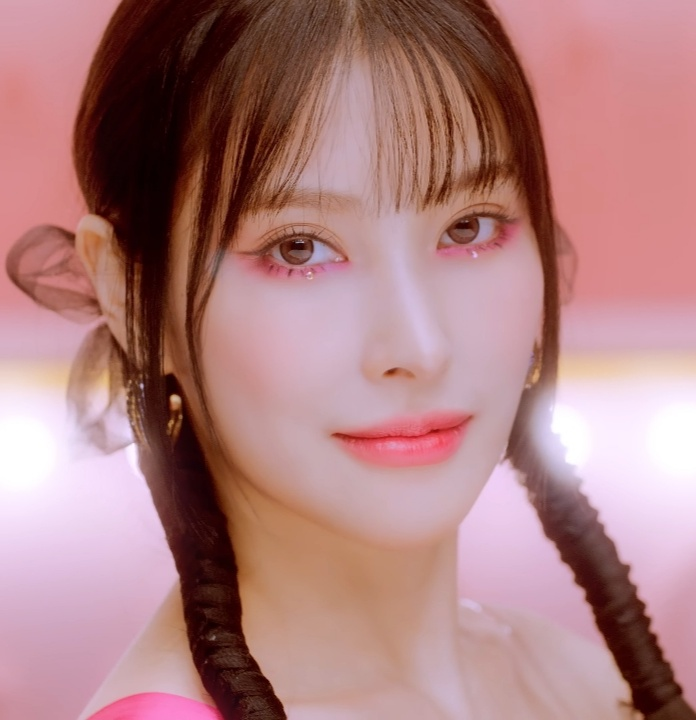
Кюрі
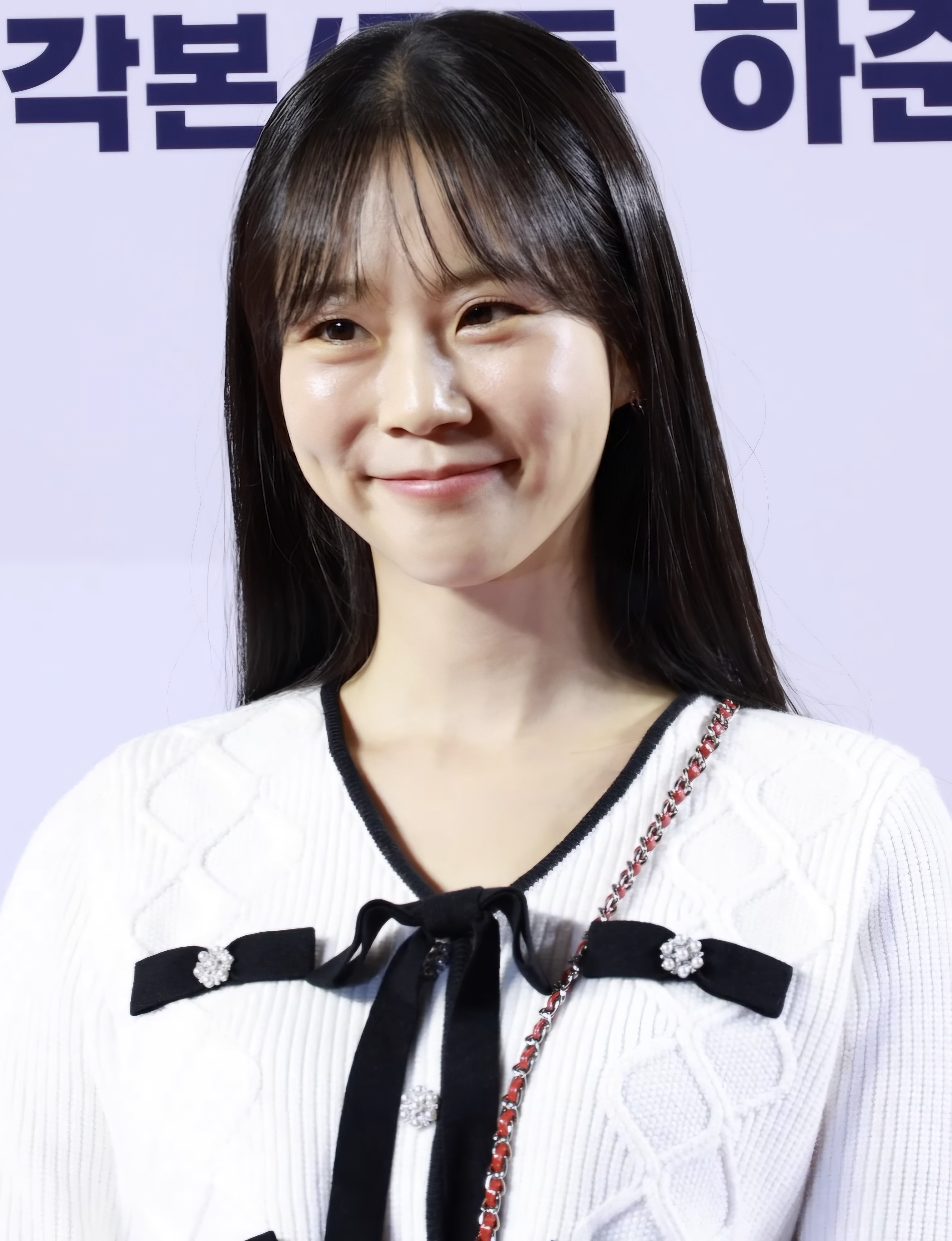
Синьон
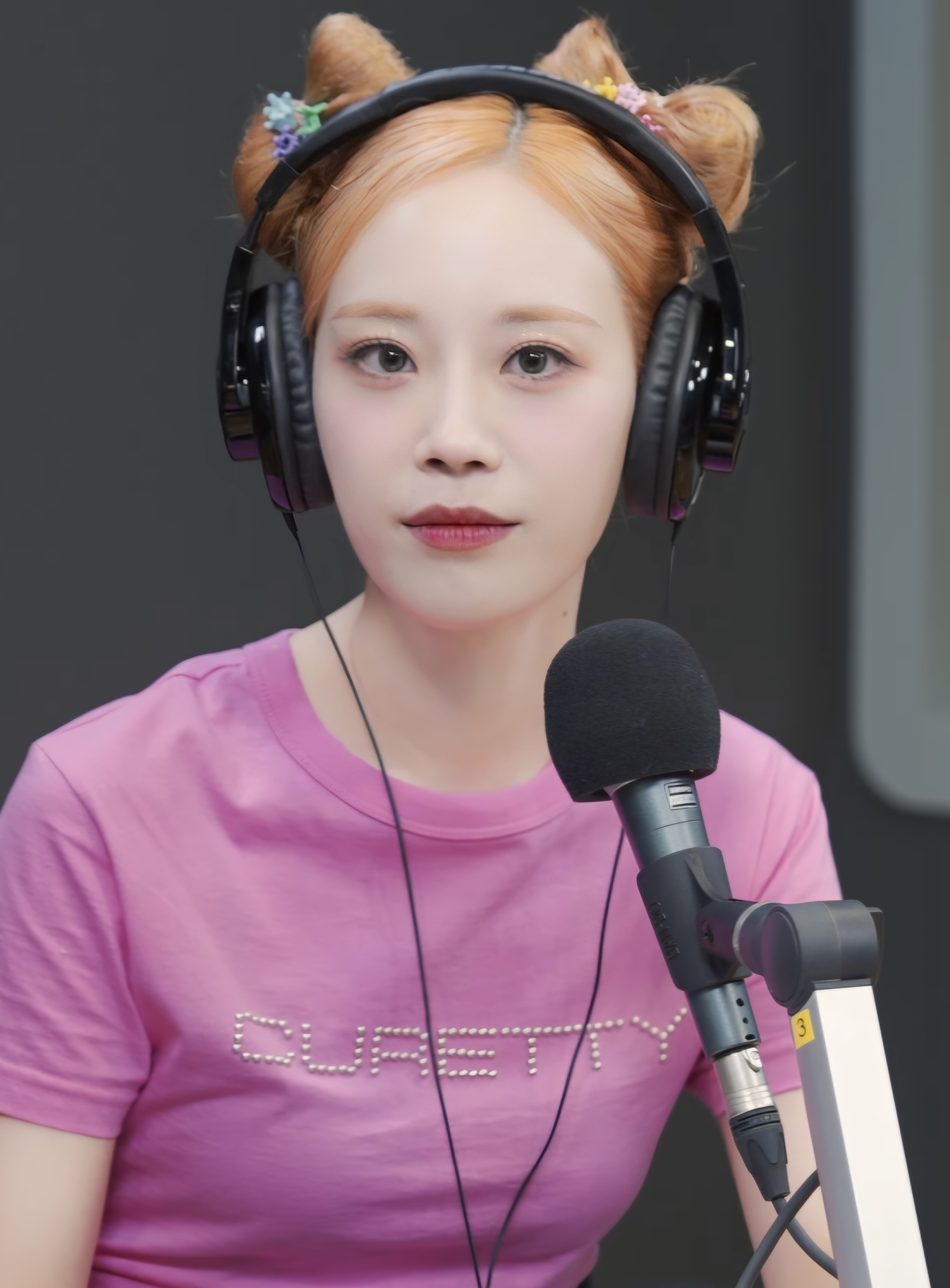
Йонджі
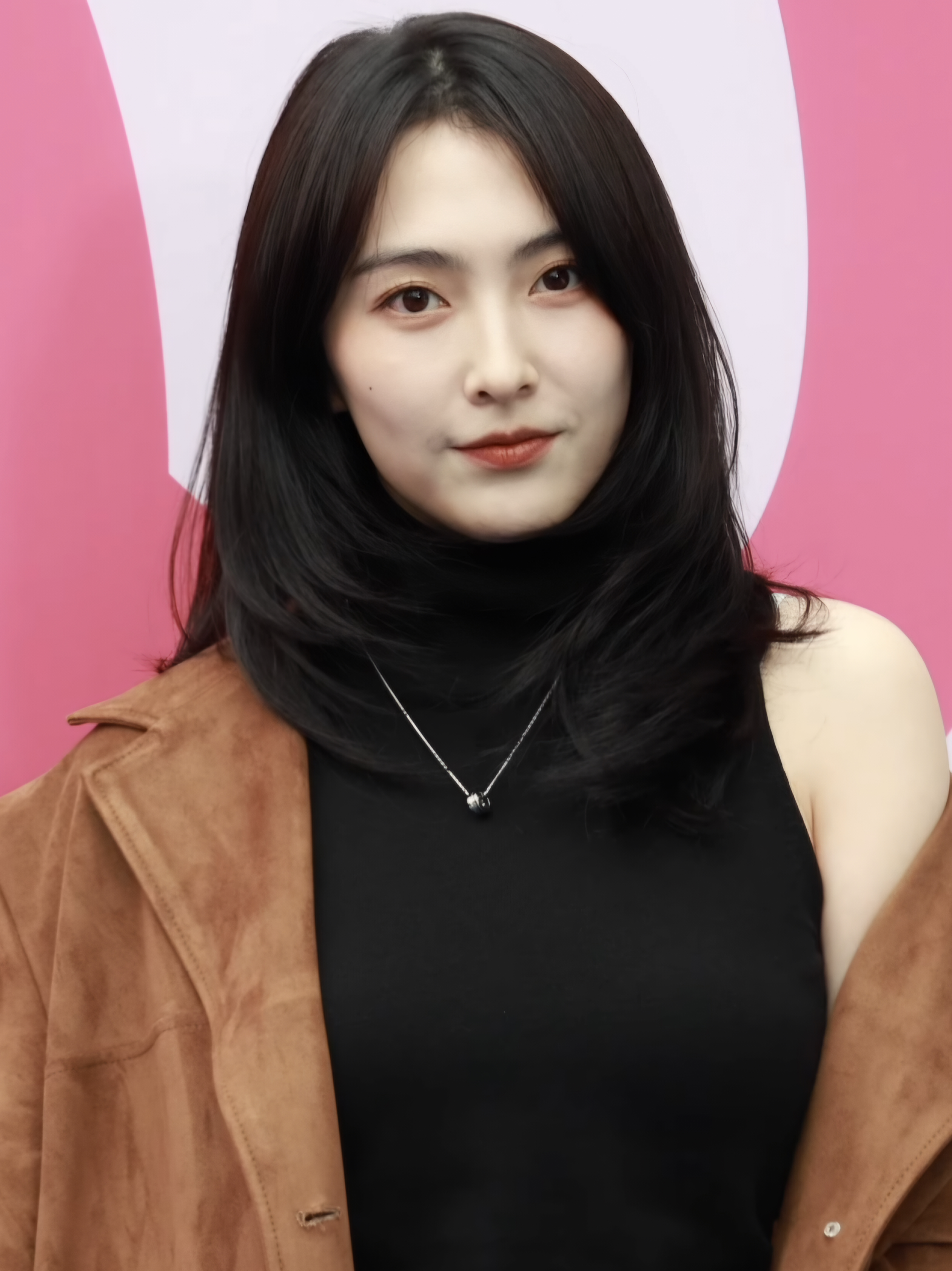
Чійон
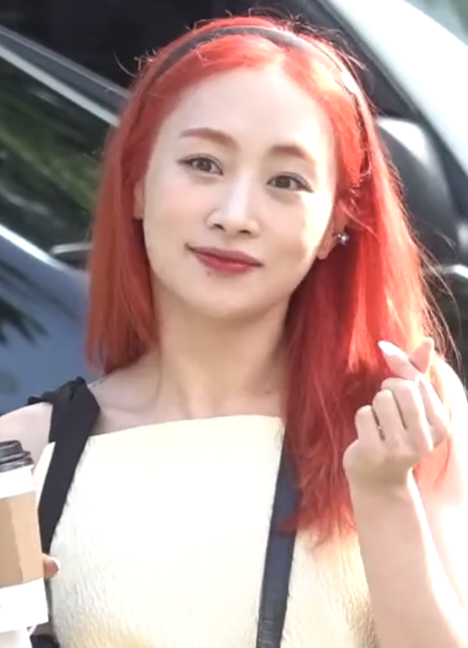
Ніколь

| Фінальний склад  | Фінальний склад | Фінальний склад | Фінальний склад | Фінальний склад | Фінальний склад | Фінальний склад                              | Фінальний склад                                       | Фінальний склад                  |
| Сценічне ім'я    | Сценічне ім'я   | Сценічне ім'я   | Справжнє ім'я   | Справжнє ім'я   | Справжнє ім'я   | Дата народження                              | Позиція у гурті                                       | Місце народження                 |
| Українською      | Латинською      | Хангилем        | Українською     | Латинською      | Хангилем        | Дата народження                              | Позиція у гурті                                       | Місце народження                 |
| ---------------- | --------------- | --------------- | --------------- | --------------- | --------------- | -------------------------------------------- | ----------------------------------------------------- | -------------------------------- |
| Кюрі             | Gyuri           | 규리            | Пак Кюрі        | Park Gyuri      | 박규리          | 21 травня 1988 (36 років)                    | Лідерка, ведуча вокалістка                            | Сеул, Південна Корея             |
| Синьон           | Seungyeon       | 승연            | Хан Синьон      | Han Seungyeon   | 한승연          | 24 липня 1988 (36 років)                     | Головна вокалістка                                    | Сеул, Південна Корея             |
| Йонджі           | Youngji         | 영지            | Хо Йонджі       | Heo Youngji     | 허영지          | 30 серпня 1994 (30 років)                    | Головна реперка, ведуча танцівниця, вокалістка, макне | Сеул, Південна Корея             |
| Чійон            | Jiyoung         | 지영            | Кан Чійон       | Kang Jiyoung    | 강지영          | 18 січня 1994 (31 рік)                       | Вокалістка, макне                                     | Пхаджу, Кьонгідо, Південна Корея |
| Ніколь           | Nicole          | 니콜            | Чон Ніколь      | Nicole Jung     | 정니콜          | 7 жовтня 1991 (33 роки)                      | Головна реперка, головна танцюристка, вокалістка      | Лос-Анджелес, США                |
| Колишні учасниці |                 |                 |                 |                 |                 |                                              |                                                       |                                  |
| Сонхі            | Sunghee         | 성희            | Кім Сонхі       | Kim Sunghee     | 김성희          | 17 травня 1989 (35 років)                    | Головна вокалістка                                    | Сеул, Південна Корея             |
| Хара             | Hara            | 하라            | Ку Хара         | Goo Hara        | 구하라          | 13 січня 1991 — 24 листопада 2019 (28 років) | Головна танцюристка, вокалістка, віжуал               | Кванджу, Південна Корея          |

## Дискографія
- The First Bloooooming (2007)
- 1st Mini Album (2008)
- Pretty Girl (2008)
- Honey (2009)
- Revolution (2009)
- Lupin (2010)
- Jumping (2010)
- Step (2011)
- Super Girl (2011)
- Girls Forever (2012)
- Full Bloom (2013)
- Fantastic Girls (2013)
- Girl's Story (2015)

## Концертні тури
- Karasis (2012−15)

## Нагороди та номінації
| Нагорода                                    | Рік  | Категорія                                 | Номінант / робота                  | Результат | Прим.         |
| ------------------------------------------- | ---- | ----------------------------------------- | ---------------------------------- | --------- | ------------- |
| Asia Model Awards                           | 2012 | Asia Star Award                           | Kara                               | Перемога  | [ 7 ]         |
| Asia Song Festival                          | 2009 | Asian Best Group                          | Kara                               | Перемога  |               |
| Asia Song Festival                          | 2010 | Asian Best Group                          | Kara                               | Перемога  |               |
| Asia Song Festival                          | 2011 | Asian Best Group                          | Kara                               | Перемога  |               |
| Cyworld Digital Music Awards                | 2007 | Rookie of the Month (July)                | «If U Wanna»                       | Перемога  |               |
| Cyworld Digital Music Awards                | 2009 | Bonsang                                   | Kara                               | Перемога  |               |
| Gaon Chart Music Awards                     | 2014 | K-pop World Hallyu Star Award             | Kara                               | Перемога  | [ 8 ]         |
| Golden Disc Awards                          | 2009 | Disk Bonsang                              | Revolution                         | Номінація |               |
| Golden Disc Awards                          | 2009 | Samsung YEPP Popularity Award             | Revolution                         | Номінація |               |
| Golden Disc Awards                          | 2010 | Digital Song Bonsang                      | Lupin                              | Номінація |               |
| Golden Disc Awards                          | 2010 | Popularity Award                          | Lupin                              | Номінація |               |
| Golden Disc Awards                          | 2012 | Album of the Year                         | Step                               | Номінація |               |
| Golden Disc Awards                          | 2012 | Disk Bonsang                              | Step                               | Перемога  | [ 9 ]         |
| Golden Disc Awards                          | 2012 | Most Popular Artist Award                 | Step                               | Номінація |               |
| Golden Disc Awards                          | 2012 | Best K-Pop Award in Disk Album            | Step                               | Перемога  |               |
| Golden Disc Awards                          | 2013 | Disk Bonsang                              | Pandora                            | Перемога  |               |
| Golden Disc Awards                          | 2013 | Popularity Award                          | Pandora                            | Номінація |               |
| Golden Disc Awards                          | 2013 | Malaysia's Most Favorite Star Award       | Pandora                            | Перемога  |               |
| Japan Fashion Association                   | 2011 | 2011 Best Dressed Award                   | Kara                               | Перемога  | [ 10 ]        |
| Japan Gold Disc Awards                      | 2011 | New Artist of the Year                    | Kara                               | Перемога  | [ 11 ]        |
| Japan Gold Disc Awards                      | 2011 | The Best 3 New Artists (International)    | Kara                               | Перемога  |               |
| Japan Gold Disc Awards                      | 2012 | Best Asian Artist                         | Kara                               | Перемога  | [ 12 ]        |
| Japan Gold Disc Awards                      | 2012 | Best 3 Albums (Asian)                     | Girl's Talk                        | Перемога  |               |
| Japan Gold Disc Awards                      | 2012 | Song of the Year by Download (Asian)      | «Jumping»                          | Перемога  |               |
| Japan Gold Disc Awards                      | 2012 | Best 5 Songs by Download                  | «Jumping»                          | Перемога  |               |
| Japan Gold Disc Awards                      | 2012 | Best Music Videos                         | Kara Best Clips                    | Перемога  |               |
| Japan Gold Disc Awards                      | 2013 | Album of the Year                         | Super Girl                         | Перемога  |               |
| Japan Gold Disc Awards                      | 2013 | Best 3 Albums (Asian)                     | Super Girl                         | Перемога  |               |
| Japan Gold Disc Awards                      | 2013 | Best Asian Artist                         | Kara                               | Перемога  |               |
| Japan Record Awards                         | 2010 | Project Award                             | Kara Special Premium Box for Japan | Перемога  | [ 13 ]        |
| Japan Record Awards                         | 2011 | Excellence Award                          | «Go Go Summer!»                    | Перемога  | [ 14 ]        |
| Japan Record Awards                         | 2011 | Record of the Year                        | «Go Go Summer!»                    | Номінація | [ 14 ]        |
| Japan Best Jewellery Wearer Awards          | 2012 | Special Award for Female Category: Singer | Kara                               | Перемога  | [ 15 ]        |
| J-Melo Awards                               | 2011 | Best Crossover Artist or Group Into Japan | Kara                               | Перемога  |               |
| Korea Entertainment 10th Anniversary Awards | 2013 | Best Girl Group                           | Kara                               | Перемога  |               |
| Korean Entertainment Arts Awards            | 2010 | Best Female Singer                        | Kara                               | Перемога  | [ 16 ]        |
| Korea International Awards                  | 2011 | International Artist of the Year          | Kara                               | Перемога  | [ 17 ]        |
| Korea International Awards                  | 2011 | Top 5 International Artists               | Kara                               | Перемога  |               |
| Korea International Awards                  | 2011 | Best J-Pop Artist                         | Kara                               | Перемога  |               |
| Korea International Awards                  | 2011 | Top 5 J-Pop Artists                       | Kara                               | Перемога  |               |
| Korea International Awards                  | 2011 | Best K-Pop Music                          | Kara                               | Перемога  |               |
| Korea International Awards                  | 2011 | Top 5 K-Pop Music                         | Kara                               | Перемога  |               |
| Korea International Awards                  | 2011 | Best Female Group                         | Kara                               | Перемога  |               |
| Korea International Awards                  | 2011 | Top 5 Female Groups                       | Kara                               | Перемога  |               |
| Korea International Awards                  | 2011 | Most Popular                              | Kara                               | Перемога  |               |
| Korean Ministry of Culture and Tourism      | 2011 | Content Industry Award (Special Honor)    | Kara                               | Перемога  |               |
| Korea Tourism Awards                        | 2012 | Achievement Award                         | Kara                               | Перемога  |               |
| Melon Music Awards                          | 2009 | Top 10 Artists                            | Kara                               | Перемога  | [ 18 ]        |
| Melon Music Awards                          | 2009 | Artist of the Year                        | Kara                               | Номінація |               |
| Melon Music Awards                          | 2009 | Star Award                                | Kara                               | Номінація |               |
| Melon Music Awards                          | 2009 | Mobile Music Award                        | Kara                               | Номінація |               |
| Melon Music Awards                          | 2009 | Mania Award                               | Kara                               | Номінація |               |
| Melon Music Awards                          | 2009 | Smart Radio Award                         | Kara                               | Номінація |               |
| Melon Music Awards                          | 2009 | Current Stream Award                      | Kara                               | Номінація |               |
| Melon Music Awards                          | 2010 | Top 10 Artists                            | Kara                               | Номінація | [ 19 ]        |
| Melon Music Awards                          | 2010 | Song of the Year                          | «Lupin»                            | Номінація |               |
| Melon Music Awards                          | 2010 | Music Video of the Year                   | «Lupin»                            | Номінація |               |
| Melon Music Awards                          | 2012 | Top 10 Artists                            | Kara                               | Номінація | [ 20 ]        |
| Melon Music Awards                          | 2012 | Global Star                               | Kara                               | Номінація |               |
| Melon Music Awards                          | 2012 | Netizen Popularity                        | «Pandora»                          | Номінація |               |
| Mnet 20's Choice Awards                     | 2011 | Hot Korean Wave Star                      | Kara                               | Перемога  |               |
| Mnet Asian Music Awards                     | 2007 | Best New Female Group                     | «Break It»                         | Номінація | [ 21 ]        |
| Mnet Asian Music Awards                     | 2009 | Best Female Group                         | «Honey»                            | Номінація | [ 22 ] [ 23 ] |
| Mnet Asian Music Awards                     | 2009 | Best Dance Award                          | «Honey»                            | Перемога  | [ 22 ] [ 23 ] |
| Mnet Asian Music Awards                     | 2010 | Best Female Group                         | «Lupin»                            | Номінація | [ 24 ]        |
| Mnet Asian Music Awards                     | 2010 | The Shilla Duty Free Asian Wave Award     | «Lupin»                            | Номінація | [ 24 ]        |
| Mnet Asian Music Awards                     | 2011 | Artist of the Year                        | Kara                               | Номінація | [ 25 ]        |
| Mnet Asian Music Awards                     | 2011 | Best Female Group                         | Kara                               | Номінація |               |
| Mnet Asian Music Awards                     | 2012 | Artist of the Year                        | Kara                               | Номінація | [ 26 ]        |
| Mnet Asian Music Awards                     | 2012 | Best Female Group                         | Kara                               | Номінація |               |
| Mnet Asian Music Awards                     | 2012 | Best Global Group — Female                | Kara                               | Перемога  |               |
| MTV Video Music Awards Japan                | 2012 | Album of the Year                         | Super Girl                         | Номінація |               |
| SBS MTV Best of the Best                    | 2012 | Best Rival                                | Kara                               | Перемога  |               |
| SBS MTV Best of the Best                    | 2012 | Artist of the Year                        | Kara                               | Номінація |               |
| SBS MTV Best of the Best                    | 2012 | Best Dance Video                          | Kara                               | Номінація |               |
| SBS MTV Best of the Best                    | 2014 | Best Female Music Video                   | «Mamma Mia»                        | Перемога  | [ 27 ]        |
| Seoul Music Awards                          | 2010 | Daesang Award                             | Kara                               | Номінація | [ 28 ]        |
| Seoul Music Awards                          | 2010 | Bonsang Award                             | Kara                               | Перемога  |               |
| Seoul Music Awards                          | 2010 | Popularity Award                          | Kara                               | Номінація |               |
| Seoul Music Awards                          | 2011 | Popularity Award                          | Kara                               | Номінація | [ 29 ]        |
| Seoul Music Awards                          | 2012 | Daesang Award                             | Kara                               | Номінація | [ 30 ]        |
| Seoul Music Awards                          | 2012 | Bonsang Award                             | Kara                               | Перемога  |               |
| Seoul Music Awards                          | 2012 | Popularity Award                          | Kara                               | Номінація |               |
| Seoul Music Awards                          | 2012 | Hallyu Special Award                      | Kara                               | Перемога  |               |
| Seoul Music Awards                          | 2013 | Bonsang Award                             | Kara                               | Номінація |               |
| Seoul Music Awards                          | 2013 | Popularity Award                          | Kara                               | Номінація |               |
| Seoul Music Awards                          | 2014 | Bonsang Award                             | Kara                               | Номінація |               |
| Seoul Music Awards                          | 2014 | Popularity Award                          | Kara                               | Номінація |               |
| Seoul Music Awards                          | 2015 | Bonsang Award                             | Kara                               | Номінація |               |
| Seoul Music Awards                          | 2015 | Popularity Award                          | Kara                               | Номінація |               |
| Seoul Music Awards                          | 2015 | Hallyu Special Award                      | Kara                               | Номінація |               |
| Style Icon Awards                           | 2009 | Best Female Singer                        | Kara                               | Номінація |               |
| Style Icon Awards                           | 2010 | Best Female Singer                        | Kara                               | Номінація |               |
| Style Icon Awards                           | 2011 | Best Female Singer                        | Kara                               | Номінація |               |
| World Music Awards                          | 2011 | World's Best Group Selling Asian Artist   | Kara                               | Перемога  |               |
| World Music Awards                          | 2011 | World's Best Female Group Asian           | Kara                               | Перемога  |               |
| World Music Awards                          | 2014 | World's Best Group                        | Kara                               | Номінація |               |
| World Music Awards                          | 2014 | World's Best Album                        | Best Girls                         | Номінація |               |